# Аллисон, Йозеф
Йозеф Аллисон (африк. Joseph Allison) — южноафриканский (бурский) политик, родившийся в Капской колонии.

## Биография
В 1851 стал клерком Британского резидента и Законодательного совета Суверенитета Оранжевой реки. После обретения независимости Оранжевым Свободным Государством стал членом Фольксраада, государственным секретарём (1862—1863) и генеральным казначеем Оранжевого Свободного Государства, а также временно исполняющим обязанности президента Оранжевого Свободного Государства, когда в 1863 году Мартинус Преториус ушёл в отставку. На службе Аллисон стремился к укрепления связей с Великобританией.